# Gerald Holtom
Gerald Herbert Holtom (* 20. Januar 1914; † 18. September 1985) war ein britischer Bildender Künstler und Designer. Er wurde insbesondere bekannt für den Entwurf des Logos für die Kampagne zur nuklearen Abrüstung (Campaign for Nuclear Disarmament, abgekürzt CND) im Jahr 1958. Dieses Logo ist bis in die Gegenwart weltweit als Friedenssymbol (das sogenannte „Peace-Zeichen“) verbreitet (Unicode-Zeichensatz als U+262E ☮ PEACE SYMBOL). Es findet regelmäßig Verwendung bei verschiedenen Aktionen der Friedensbewegung, unter anderem beispielsweise bei den jährlich stattfindenden Ostermärschen für Abrüstung und Frieden.

## Leben
Holtom studierte an der Königlichen Kunsthochschule Royal College of Art in London. Während des Zweiten Weltkriegs verweigerte er aufgrund seiner pazifistischen Grundhaltung den Kriegsdienst und engagierte sich auch nach dem Krieg in diesem Sinne. Am 21. Februar 1958 entwarf er im Auftrag der Vorläuferorganisation der Campaign for Nuclear Disarmament (CND) das erwähnte Logo für den ersten „Aldermaston-March“ von London zum Atomwaffenforschungszentrum in Aldermaston, Grafschaft Berkshire an Ostern desselben Jahres (4. bis 7. April); eine Demonstration, aus der sich ab den frühen 1960er Jahren auch die Ostermarschbewegung beispielsweise in der Bundesrepublik Deutschland entwickelte.
Das Design von Holtoms Friedenssymbol war eine stilisierte Kombination der Buchstaben N und D (als Initialen für Nuclear Disarmament, also „Atomare Abrüstung“) aus dem internationalen Winkeralphabet, das insbesondere in der Seefahrt Verwendung findet. Nach einer anderen – von Gerald Holtom selbst – in Umlauf gebrachten Entstehungsgeschichte des Zeichens stellt es einen stilisierten Menschen mit – angesichts einer waffenstarrenden Welt – hilflos nach unten gebreiteten Armen dar. Der umschließende Kreis symbolisiert die gesamte Erde.

„N“ im Winkeralphabet (nach Holtom als Kürzel für nuclear, also „atomar“)
„D“ im Winkeralphabet (nach Holtom als Kürzel für disarmament, also „Abrüstung“)
Das von Gerald Holtom entworfene CND-Symbol („Peace-Zeichen“)